# Olhiwśke
Olhiwśke (ukr. Ольгівське) – wieś na Ukrainie, w obwodzie zaporoskim, w rejonie połohowskim, w hromadzie Małyniwka. W 2001 liczyła 102 mieszkańców.